# Membre de Champagne
Le membre de Champagne était situé près de Corbeil et était un membre possédé par les Hospitaliers de l'ordre de Saint-Jean de Jérusalem. Il relevait du prieuré hospitalier de Saint-Jean en l'Île-lez-Corbeil.

## Histoire
Un chanoine de Saint-Spire à Corbeil donne, en 1231, la grange dimeresse et les terres qu'il possédait au territoire de Champagne, près de Corbeil sur la route de Paris,.
Les Hospitaliers agrandirent au fil des ans leurs biens. Il construisirent une maison et à la fin du XIVe siècle, ils regroupèrent plus de cent arpents de terre et ces terres étaient appelées « les Bordes de la Quarantaine de Champagne ».
Les guerres du XVe siècle détruiront la maison, et les terres et la grange furent affermées 12 livres tournois, en 1476.

## Sources
- Eugène Mannier, Les commanderies du grand prieuré de France d'après les documents inédits conservés aux archives nationales à Paris, Paris, 1872 (lire en ligne)